# Cheyney University, Pennsylvania
Cheyney University, Pennsylvania (енгл. Cheyney University) насељено је место без административног статуса у америчкој савезној држави Пенсилванија.

## Демографија
По попису из 2010. године број становника је 988.
| Група             | 2000.    | 2010.       |
| Белци             | 0 (0,0%) | 25 (2,5%)   |
| Афроамериканци    | 0 (0,0%) | 915 (92,6%) |
| Азијати           | 0 (0,0%) | 2 (0,2%)    |
| Хиспаноамериканци | 0 (0,0%) | 39 (3,9%)   |
| Укупно            | 0        | 988         |